# Chip RAM
Pour les articles homonymes, voir RAM.
La Chip RAM, est le nom donné à la partie de la mémoire vive des ordinateurs Amiga qui est accessible par tous les composants de la machine : le microprocesseur et les coprocesseurs. Elle plafonne à 512 kio sur les premiers modèles, et 2 Mio sur les derniers.
Les coprocesseurs peuvent accéder à la Chip RAM en Direct Memory Access (DMA), et peuvent même pour cela, bloquer le processeur principal. Sur les Amiga 500 sans extension elle est le seul type de mémoire.
Elle servait donc de mémoire graphique et sonore en plus de mémoire de travail. Son concept rappelle l'architecture Unified Memory Architecture (UMA) développé par Intel quelques années plus tard.
La plupart des ordinateurs Amiga n'étaient livrés qu'avec de la Chip RAM. Suivant les caractéristiques du chipset, il était possible d'étendre la mémoire jusqu'à remplir complètement l'espace d'adressage de la Chip RAM. À ce moment, toute mémoire ajoutée n'était utilisable que par le microprocesseur. L'ajout de cette mémoire, permettant au microprocesseur de ne plus être mis en concurrence pour accéder à la mémoire, l'ordinateur s'en trouvait accéléré, et tout naturellement on appela cette mémoire de la Fast RAM.
Cependant, ce type d'architecture à mémoire unique fut abandonné au profit de mémoires pour chaque type de coprocesseur, y compris dans les consoles de jeu. C'est notamment nécessaire pour des besoins de performance (accès exclusif par la carte graphique par exemple) et pour des besoins d'intégration électronique (chaque fabricant gère sa propre mémoire). Les besoins en mémoire vidéo se faisant de plus en plus sentir, il était également plus économique d'utiliser exactement la quantité de mémoire nécessaire pour chaque coprocesseur.
- Original Amiga chipset (OCS) : 512 kio de Chip RAM
- Enhanced chipset (ECS) : 2 Mio de Chip RAM
- Architecture graphique avancée (AGA) : 2 Mio de Chip RAM

Aujourd'hui (années 2010) avec l'augmentation des vitesses des mémoires principales, il est possible d'utiliser la mémoire principale aussi pour le processeur graphique. Un peu comme était utilisée la chip RAM. Mais cette méthode peu performante est réservée pour les ordinateurs bas de gamme (ne s'appuyant sur sur un Integrated Graphics Processor).